# Giulio Turcato

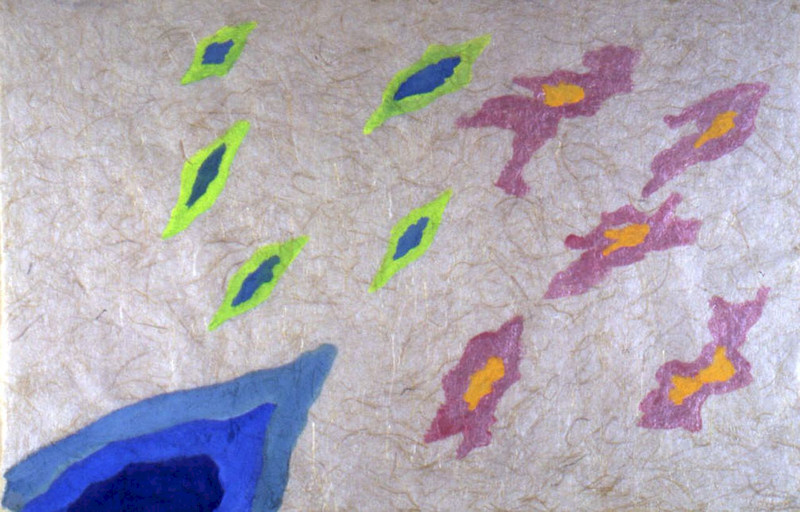
Discesa in blu, 1982, Mischtechnik auf Papier, 61 × 93 cm (Fondazione Cariplo).

Giulio Turcato (* 16. März 1912 in Mantua, Italien; † 22. Januar 1995 in Rom, Italien) war ein italienischer Maler und Bildhauer.
Giulio Turcato besuchte in den Jahren 1920 bis 1926 mehrere Kunstschulen in Venedig. Im Jahr 1934 absolvierte er seinen Militärdienst in Sizilien. Er zog 1939 nach Mailand und im Jahr 1943 nach Rom. Turcato war in der Resistenza aktiv. Im Jahr 1945 war Turcato Mitbegründer der Künstlergruppe „Art Club“, im Jahr 1946 der „Fronte Nuovo delle Arti“ und im Jahr 1947 der „Forma 1“.
Nach der Spaltung der „Fronte Nuovo delle Arti“ gründete er 1952 die Gruppe „Gruppo degli Otto“ zusammen mit den Künstlern Afro Basaldella, Ennio Morlotti, Renato Birolli, Emilio Vedova, Giuseppe Santomaso, Antonio Corpora und Mattia Moreni. 1950 unternahm Turcato eine Studienreise nach Paris. 1958 war er Teilnehmer der Biennale von Venedig und im Jahr 1959 der documenta II in Kassel. Im Jahr 1973 stellte er auf der Biennale von São Paulo aus.
Turcato schuf Bilder, polychrome Bildobjekte und Skulpturen und entwarf auch einige Bühnenbilder für Opern, auch für eine selbst komponierte Oper: „Turcato/Moduli in viola/Ommaggio a Kandinsky“.
Turcatos frühe Malerei bewegt sich in der Ausdrucksform zwischen Abstraktion und Gegenständlichkeit. In den 1950er Jahren entwickelte Turcato einen eigenen Stil mit einer „linear-kalligrafischen“ Malweise in der Ausdrucksweise des „surrealistischen Automatismus“.